# Gahnia aspera
Gahnia aspera är en halvgräsart som först beskrevs av Robert Brown, och fick sitt nu gällande namn av Spreng.. Gahnia aspera ingår i släktet Gahnia och familjen halvgräs.

## Underarter
Arten delas in i följande underarter:
- G. a. aspera
- G. a. globosa

## Bildgalleri

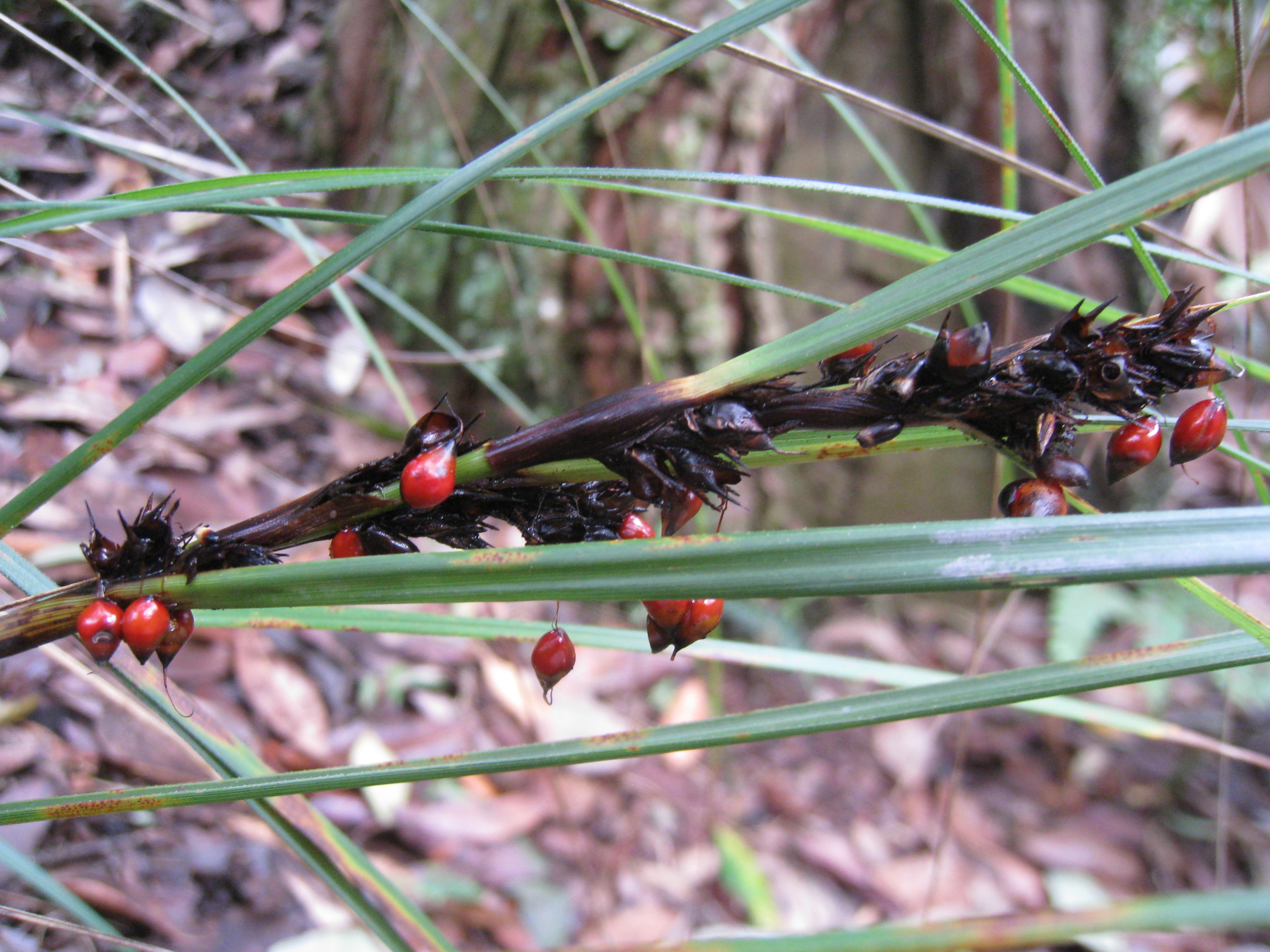
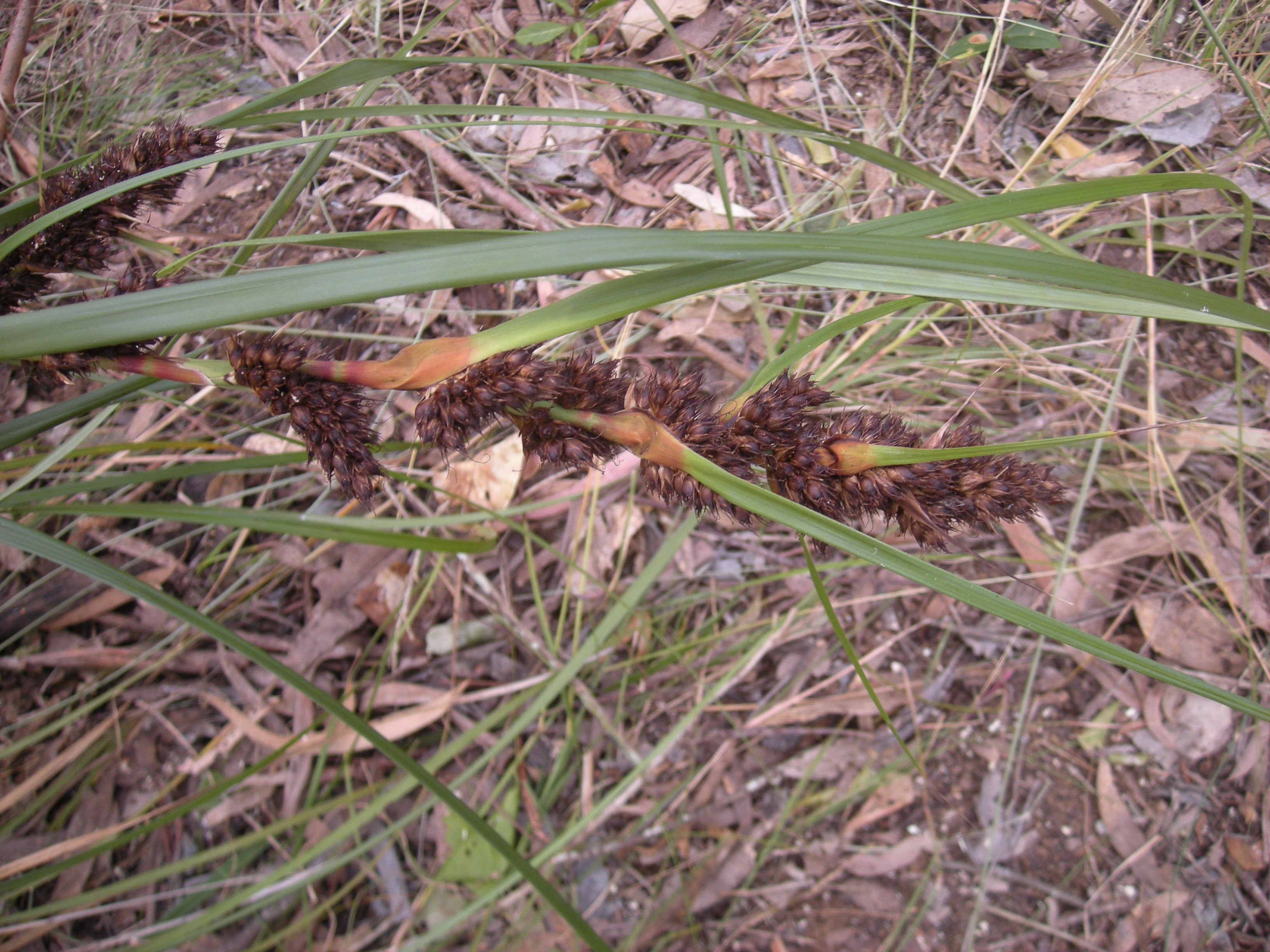
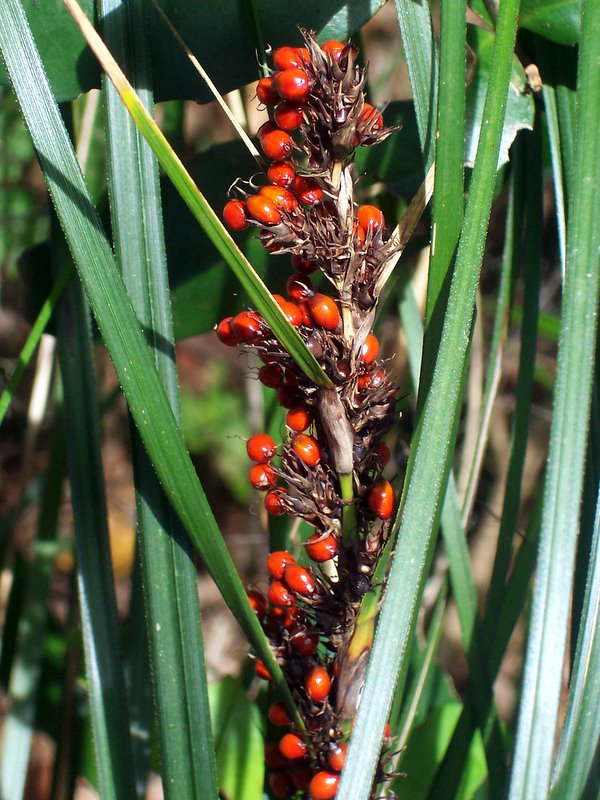